# San Giovanni Reatino
San Giovanni Reatino è una frazione del comune italiano di Rieti. Si trova su un colle poco elevato tra i Monti Sabini, nella valle scavata dal fiume Turano, circa 6 km a Sud del capoluogo.

## Storia
Il paese fu fondato nel 1349. Già anticamente nei suoi pressi passava la strada consolare romana Salaria, e nei dintorni sono state ritrovate tombe romane.
Fu costituito come comune il 18 marzo 1861, subito dopo l'unità d'Italia; faceva parte della provincia dell'Umbria con capoluogo Perugia. Il 1º maggio 1875, dopo nemmeno quindici anni, fu soppresso e aggregato al comune di Rieti, per effetto del Regio Decreto n. 2389 del 18 febbraio che sopprimeva anche il comune di Sant'Elia Reatino.

## Monumenti e luoghi d'interesse
Nella parte alta del paese si trova la chiesa di San Giovanni Battista, che sul fregio del portale d'ingresso riporta la data del 1548. All'interno si trovano i dipinti Vergine che sostiene il bambino (sull'altare principale), che il Palmegiani ritiene opera di scuola carraccesca, e Vergine tra nubi e testine d'angeli (sull'altare destro), parte centrale di un trittico del XVI secolo.

## Infrastrutture e trasporti
A fianco del paese scorre la Strada statale 4 Via Salaria, principale collegamento con Roma dei capoluoghi Rieti e Ascoli Piceno. Proprio a San Giovanni Reatino si trova l'imbocco della lunga galleria Colle Giardino, con cui la Salaria sottopassa la montagna e arriva a Rieti sfociando nella Piana Reatina, che insieme alla tangenziale Sud di Rieti è l'unico tratto della Salaria a quattro corsie.
Il vecchio tracciato a due corsie, che fino al 2003 faceva parte della Salaria, oggi è classificato come Nuova Strada Anas 265 e va da San Giovanni Reatino al quartiere Borgo di Rieti, passando per la frazione di Maglianello Basso e per le sorgenti di Fonte Cottorella.